# Ophidiogorgia
Ophidiogorgia är ett släkte av koralldjur. Ophidiogorgia ingår i familjen Primnoidae.
Kladogram enligt Catalogue of Life:
| Ophidiogorgia | \| \| Ophidiogorgia kuekenthali \| \| \| \| \| \| Ophidiogorgia paradoxa \| \| \| \| |
|               | \| \| Ophidiogorgia kuekenthali \| \| \| \| \| \| Ophidiogorgia paradoxa \| \| \| \| |
|               | Ophidiogorgia kuekenthali                                                            |
|               |                                                                                      |
|               | Ophidiogorgia paradoxa                                                               |
|               |                                                                                      |